# Verdunkelungsgefahr
Bei Verdunkelungsgefahr oder Verdunklungsgefahr (in der Schweiz vielfach auch Kollusionsgefahr) handelt es sich in der Rechtssprache um den dringenden Verdacht, dass eine zurzeit noch nicht inhaftierte Person Beweismittel vernichten, ändern oder Zeugen und Mitbeschuldigte beeinflussen könnte.
Neben Verdunkelungsgefahr kann eine Justizbehörde (z. B. eine Staatsanwaltschaft) auch eine Fluchtgefahr vermuten.
Eine zuständige Justizbehörde kann erwägen oder prognostizieren, wie groß diese Gefahren sind. Diese Einschätzung ist naturgemäß subjektiv. Sie kann beim zuständigen Gericht beantragen, diese Person vorübergehend in Untersuchungshaft zu nehmen. Diese Maßnahme soll der Wahrheitsfindung dienen.
In Deutschland regelt § 112 Abs. 2 StPO die Vorgehensweise bei Verdunkelungsgefahr.

„Verdunkelungsgefahr gemäß § 112 Abs. 2 Nr. 3 StPO besteht, wenn aufgrund bestimmter Tatsachen das Verhalten des Beschuldigten bzw. Angeklagten den dringenden Verdacht begründet, er werde eine der in Abs. 2 Nr. 3 lit. a) bis c) umschriebenen, auf Beweisvereitelung abzielenden, Handlungen vornehmen, und wenn deshalb die Gefahr droht, dass die Ermittlung der Wahrheit erschwert werde […] Das Verhalten des Beschuldigten muss dabei jedoch prozessordnungswidrig und anstößig sein“

In Österreich ist die Verhängung der Untersuchungshaft in § 173 Abs. 2 der dortigen StPO geregelt.
In der Schweiz bestimmt Art. 221 StPO, dass Untersuchungshaft angeordnet werden kann, wenn Verdunklung dringend zu befürchten ist.